# Вебер, Алоизия
Алоизия Вебер (нем. Maria Aloysia Antonia Weber Lange; 1760—1839) — немецкая оперная певица XVIII века (сопрано), сестра Констанции Моцарт.

## Биография
Родилась в Целль им Визенталь, одна из четырёх дочерей в семьи Вебер. Её сестры — сопрано Йозефа Вебер (1758—1819), исполнявшая роль Царицы ночи в опере Моцарта «Волшебная флейта»; Констанция Вебер, жена Моцарта; Софи Вебер. Её двоюродным братом был композитор Карл Мария фон Вебер.
Вскоре после её рождения семья переехала в Мангейм. Алоизия выросла там; она переехала в Мюнхен в 1778 году, где дебютировала. Её зарплата в придворном театре была 1000 флоринов в год; её отец получал 600. В следующем году она получила предложение петь в Национальном Зингшпиле в Вене, проекте императора Иосифа II; семья переехала вместе в Вену в сентябре, где отец непродолжительное время работал принимающим билеты у посетителей, но он внезапно умер через месяц после их прибытия.
Алоизия продолжала довольно успешную певческую карьеру в Вене в течение следующих двух десятилетий.
31 октября 1780 она вышла замуж за Иосифа Ланге, актёра придворного театра, который был также художником-любителем (он позже написал известный портрет Моцарта). Она была второй супругой Ланге, первая его жена умерла в 1779 году. Так как Алоизия была главной опорой своей семьи в то время, Ланг согласился заплатить её матери аванс в 900 флоринов и выплачивать 700 флоринов в год на постоянной основе.
Она переехала в Бургтеатр в 1782 году для исполнения итальянской оперы. Уже спустя восемь месяцев она стала «персоной нон-грата из-за разногласий по зарплате и распределению ролей, а также пропуска выступлений». Она продолжала петь, однако, в Кернтнертор-театре, а также в эпизодических ролях в Бургтеатре. В 1795 году она отправилась на гастроли со своей овдовевшей сестрой Констанцией. Начиная с этого года, она перестала жить с мужем.
Она провела старость в Зальцбурге с сестрами Констанцией и Софи.

## Отношения с Моцартом
Примерно в 1777 году 21-летний Вольфганг Амадей Моцарт провел некоторое время в Мангейме, где он надеялся (напрасно, как выяснилось) найти работу. Моцарт взялся учить Алоизию пению. Это менее неправдоподобно, чем может показаться, поскольку Моцарт и сам был обучен как сопрано в детстве под руководством известного кастрата Джованни Манцуоли (1764—1765). Моцарт выступал на публике как певец неоднократно до 13 лет, после чего, возможно, половое созревание оказалось препятствием для дальнейших выступлений.
В ходе обучения Моцарт влюбился в мадемуазель Вебер. Он выразил желание жениться на ней, хотя не совсем ясно, насколько были серьёзны его намерения и были ли они взаимны.
Моцарт переехал в Вену в 1781 году, и позднее в том же году был некоторое время квартирантом в доме Вебер. Отец семейства умер в 1779 году, и мать Сесилия Вебер брала квартирантов, чтобы свести концы с концами. Моцарт влюбился в третью дочь, Констанцию. Они поженились в 1782 году. Судя по всему, между ним и Алоизией не было никаких долгосрочных обид, так как Моцарт написал изрядное количество партий для Алоизии.

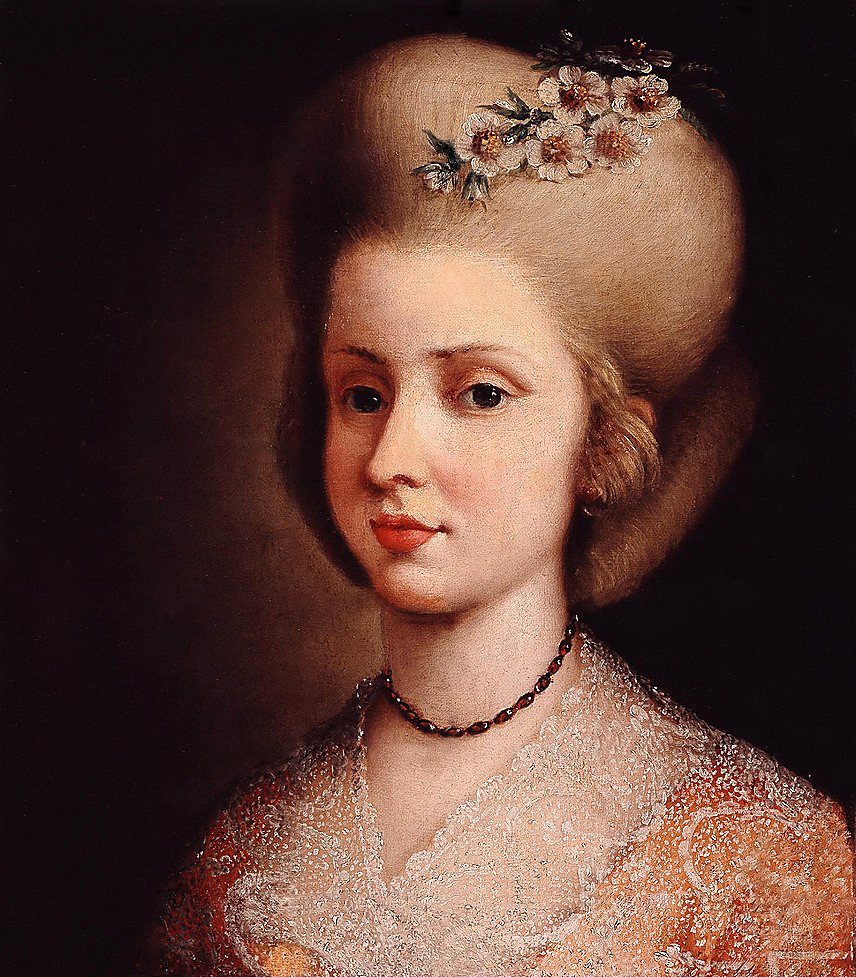
Алоизия Вебер; анонимный портрет

### Музыка, написанная Моцартом для Алоизии Вебер
- Речитатив и ария для сопрано «Alcandro, lo confesso», К. 294)
- Речитатив и ария для сопрано «Popoli di Tessaglia!», К. 316/300в[10].
- Ария для сопрано, «Nehmt meinen Dank, ihr holden Gönner!» К. 383
- Сцена и Рондо «Mia speranza adorata – Ah, non sai, qual pena», К. 416
- Моцарт написал две «замещающие арии» для Алоизии, вставленные в возрожденную постановку оперы Паскуале Анфосси Il curioso indiscreto в Бургтеатре[11][12]: «Vorrei spiegarvi, oh Dio!» K. 418 and «No, no, che non sei capace» K. 419.
- Роль мадам Херц в коротком зингшпиле «Директор театра» К. 486, состоящий из одной арии «Da schlagt die Abschiedsstunde», трио, и водевильног финала.
- Ария для сопрано «Ah se in ciel», К. 538 (1788)

### В операх Моцарта
- Донна Анна, в опере «Дон Жуан» премьера состоялась в Вене, 7 мая 1788
- Констанца, «Похищение из сераля» (1785—1788)
- Сесто, «Милосердие Тита» (1795)[13]

## Алоизия Вебер в литературе
Отношения Моцарта и Алоизии стали темой романа «Жена Моцарта» Джульетты Уолдрон (2000). Несколько более причудливое изображение дается в «Выходя за Моцарта» Стефани Ковелл (2004).